# Гришванью
Гришванью (устар. Гриш-Вань-Ю) — река в Берёзовском районе Ханты-Мансийского автономного округа. Исток реки находится на южной стороне озера Куланты, устье — в 32 км по правому берегу реки Енготаю. Длина реки составляет 38 км.

## Данные водного реестра
По данным государственного водного реестра России относится к Нижнеобскому бассейновому округу, водохозяйственный участок реки — Северная Сосьва, речной подбассейн реки — Северная Сосьва. Речной бассейн реки — (Нижняя) Обь от впадения Иртыша.